# 宏远炮台
29°58′15.581″N 121°44′51.414″E / 29.97099472°N 121.74761500°E
宏远炮台是中国浙江省宁波市北仑区的一处炮台，今存遗迹。炮台位于笠山东北麓，三合土筑成的炮台始建于1887年，曾为镇海县境内最大的炮台，目前尚存部分残墙。钢筋混凝土炮台建于1936年。1996年，宏远炮台与其他镇海口海防设施一同被列入全国重点文物保护单位。

## 历史

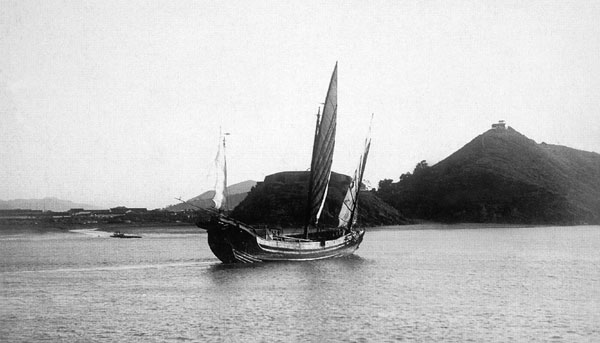
19世纪末的甬江入海口，照片中部可见宏远炮台

宏远炮台始建于光绪十三年（1887年）。当时的宁绍台道薛福成在总结中法战争镇海之战经验时认为，甬江口有游山、虎蹲山作掩蔽，战舰很难直接通行，而笠山旁的小浃江口则是外海进入内河的捷径。笠山位于甬江口最前方，三面受敌，如在此修建炮台，能够阻断敌舰进入甬江，且可与口内诸炮台相呼应。建设炮台所需的经费由商民捐款而来，炮台历时两年完工，耗资七万五千两白银，内设三门克虏伯后膛炮，为当时甬江口装备最精良的炮台，亦成为甬江口第一道防线。
抗日战争前夕的1932年，国民政府聘请的德国军事顾问佛采尔在考察宁波海防时，认为笠山炮台的设施已经陈旧，因而拟定了新建炮台的计划，以原炮台台壁为掩体，内部新建盆式炮台，设置旋转钢轨，增设防空设施。新的炮台完工于1936年。抗日战争开始后，日军对炮台实施轰炸，遭到炮台守军还击。1939年6月7日，日军6机编队企图偷袭炮台，長機被炮台高射炮火力击落。1941年日军占领镇海，炮台中的火炮及营房被毁。1970年9月，炮台改为镇海县气象站，北仑区成立后改为北仑区气象站。

## 形制
宏远炮台中的清代炮台基础为大青石堆垒而成，炮台本身为半圆形环山炮台，由石灰、黄泥、沙砾、糯米汁混合而成的三合土铸成，从底向上略有收缩，内置2门24公分口径后膛炮，1门21公分口径后膛炮，此外还有营房、弹药库等设施，同时有薛福成撰“宏远炮台铭”碑一方，下有龜趺。20世纪30年代建设的炮台将清代建设的三合土炮台作为掩体，在其中心新建两座盆式炮台，直径14米，高3米，内有旋转钢轨。清代两门24公分口径后膛炮得到保留，新增一门克虏伯17公分口径后膛炮，同时设置4挺高射机枪和2门高射炮以增强炮台防空火力。炮台在抗日战争及此后的建设中损毁较为严重，三合土炮台仅存残墙，混凝土炮台仅存一座，火炮、营房、弹药库等均已不存。

## 保护
宏远炮台在抗日战争中损毁严重，1970年9月，炮台旧址曾被镇海县气象台占用，炮台中薛福成作“宏远炮台铭”碑不知去向。炮台于1989年12月与威远城等镇海口海防设施一起以“镇海口海防遗迹”的名义被列入浙江省文物保护单位，1996年成为第四批全国重点文物保护单位。炮台保护范围东、南、西至气象站围墙，北面为炮台北侧向北2米，整座山为建设控制地带。

## 图片

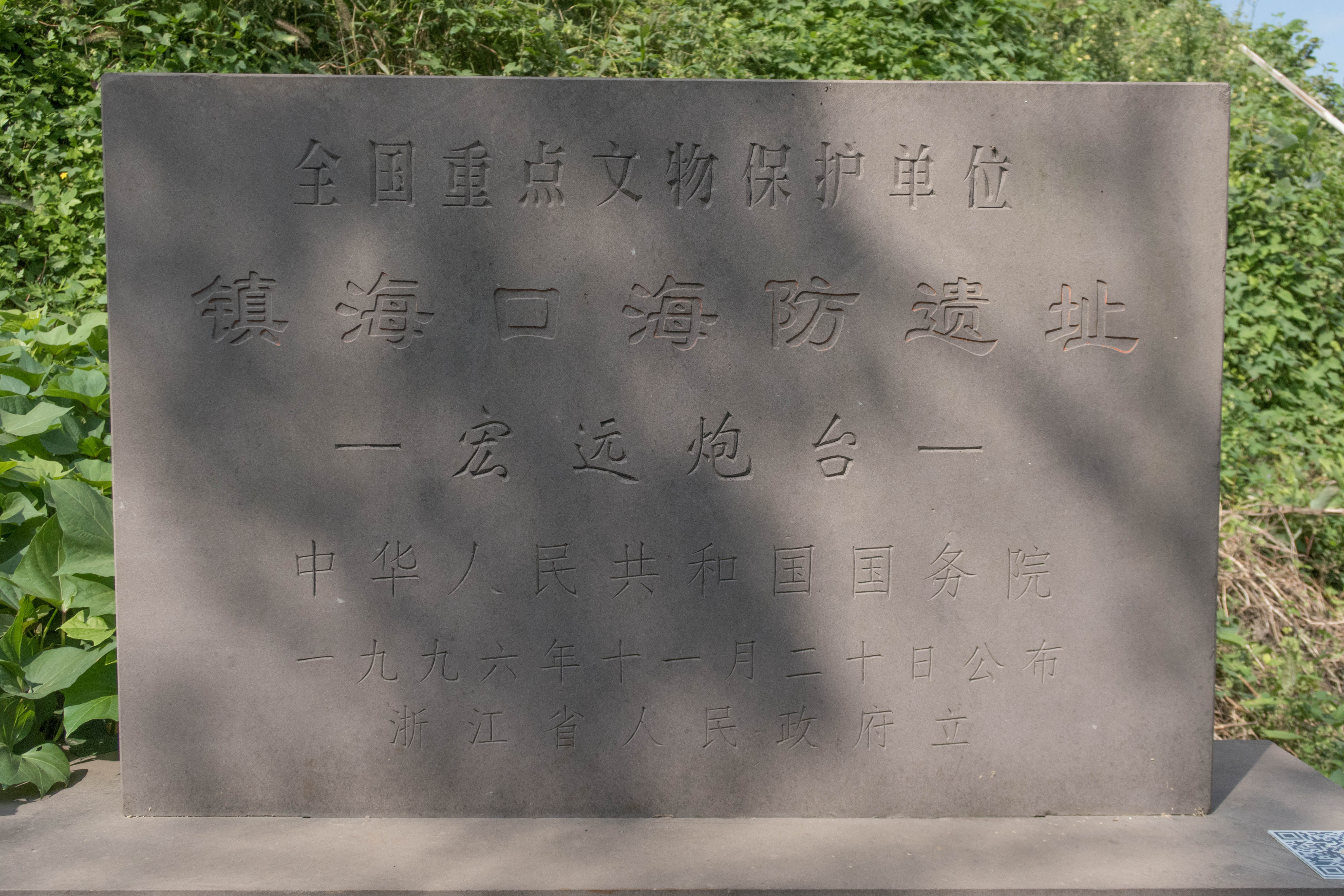
文物保护碑
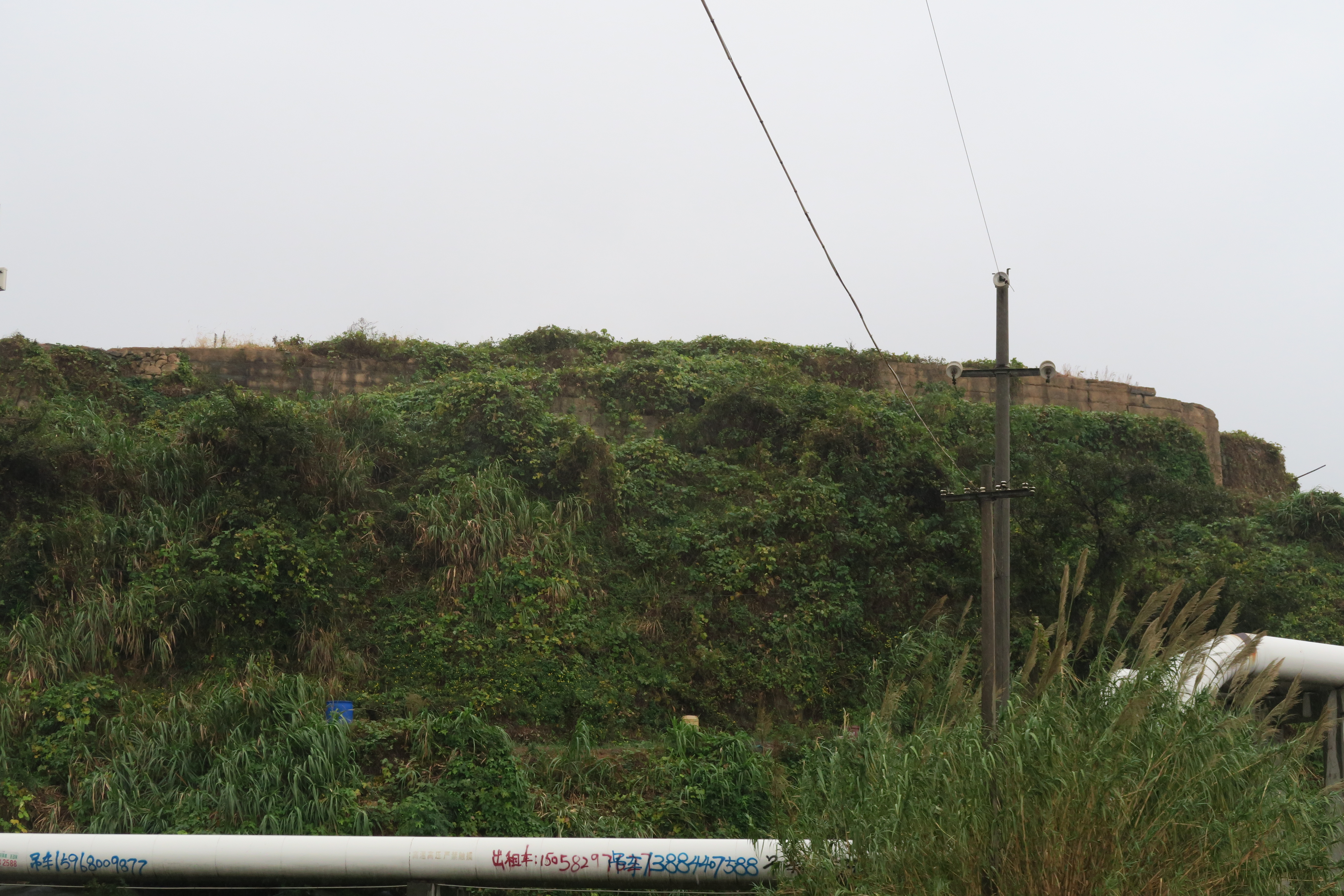
山顶外观
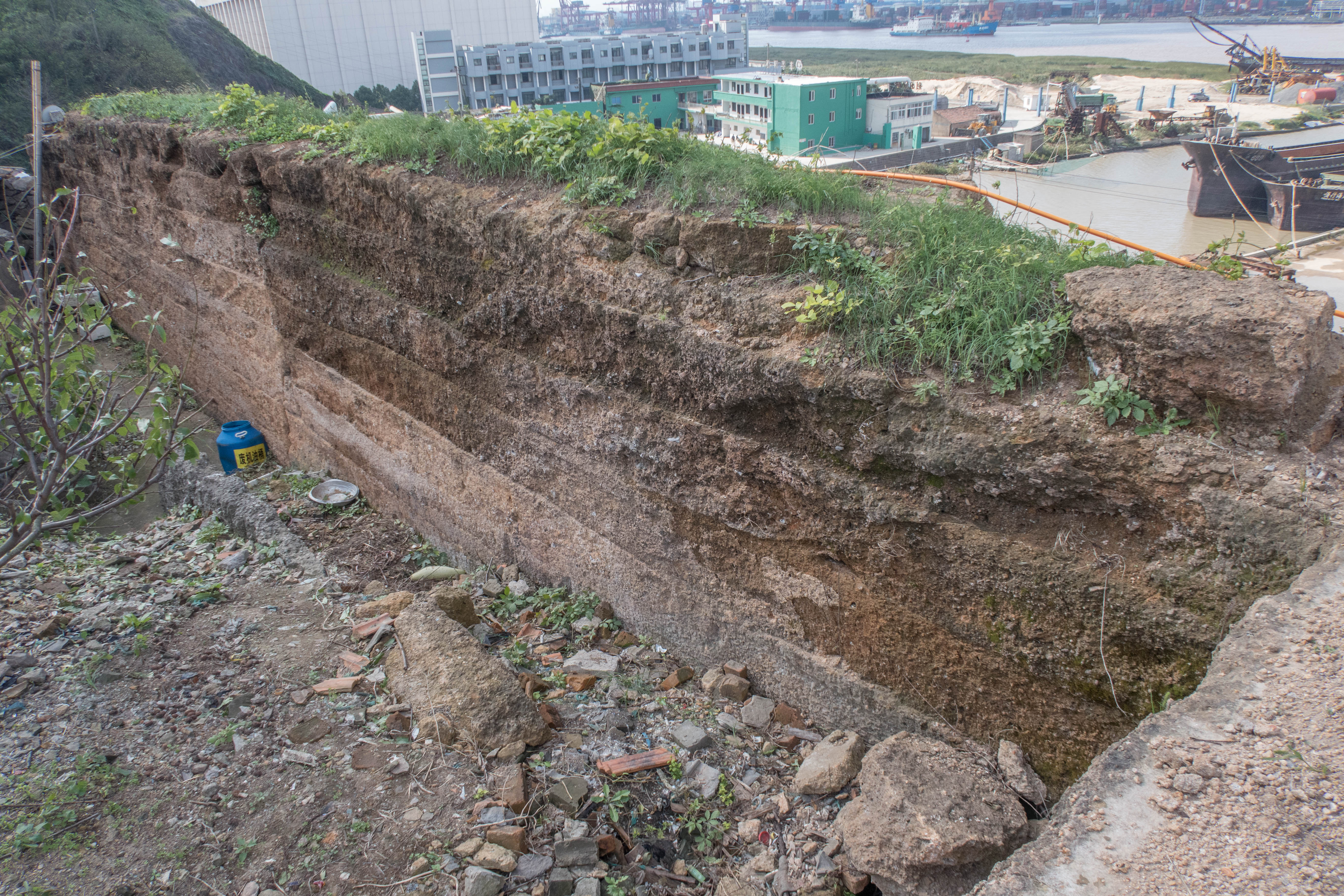
三合土残墙
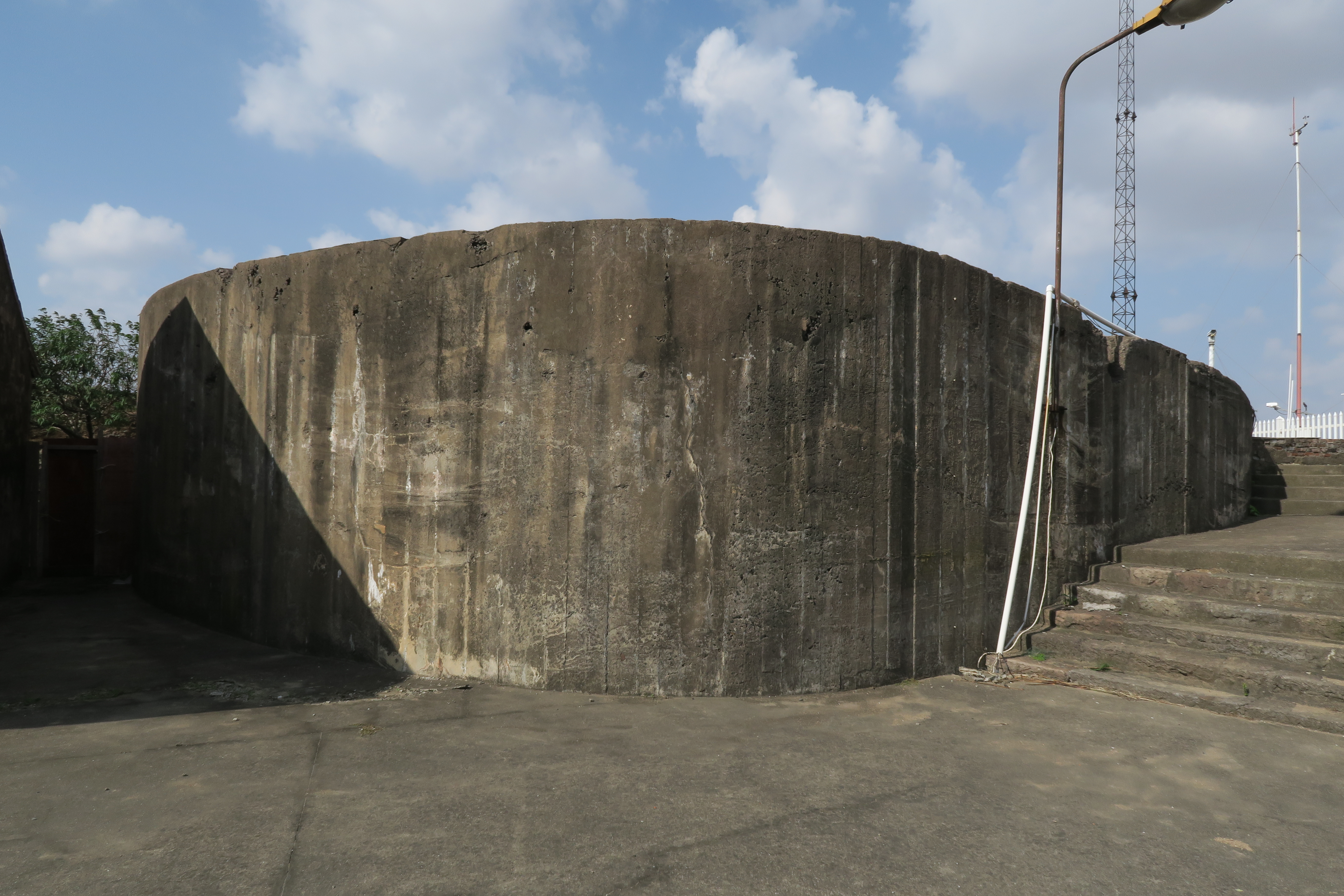
混凝土炮台外观
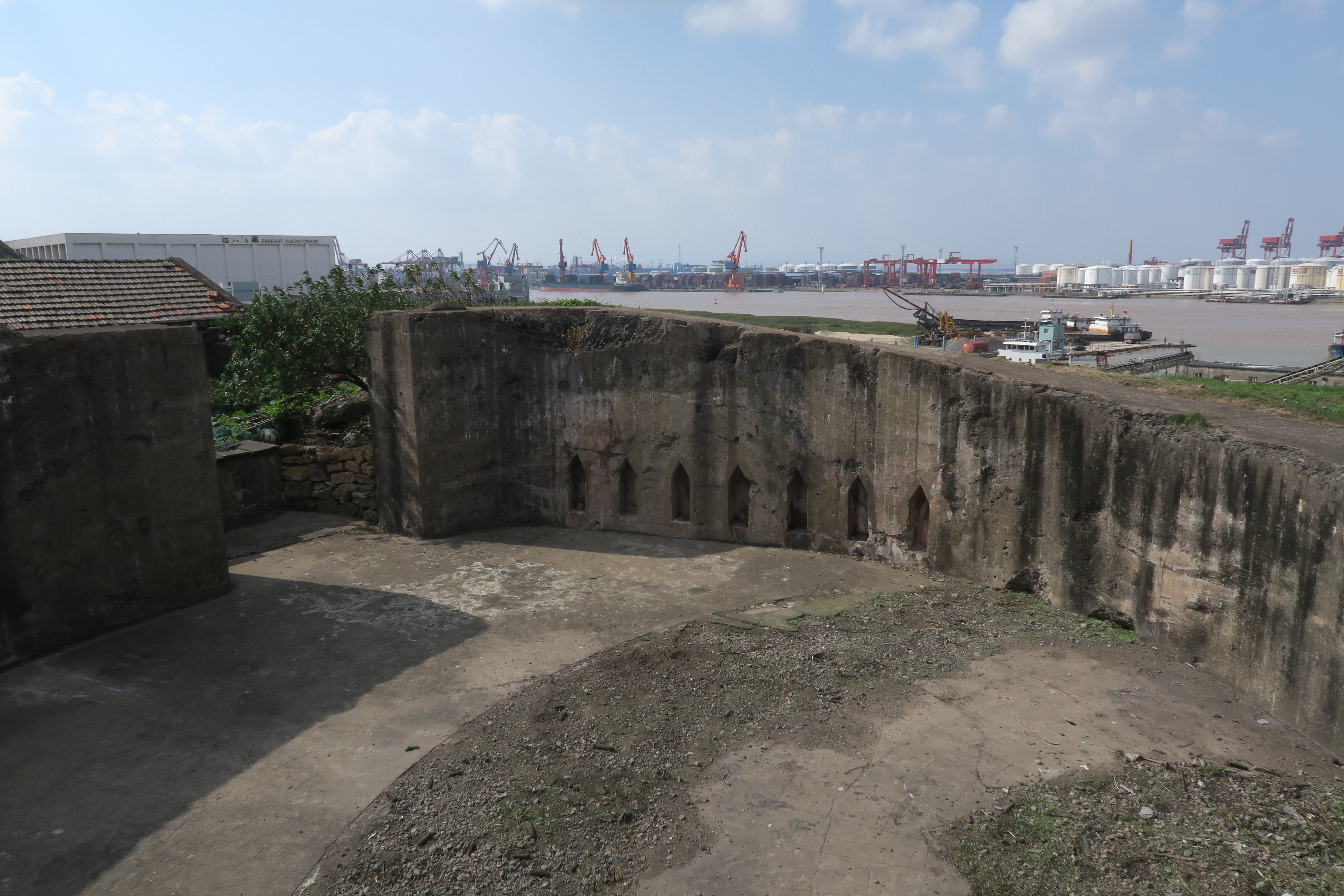
混凝土炮台内部